# Osmia latreillei
Osmia latreillei är en biart som först beskrevs av Maximilian Spinola 1806. Den ingår i släktet murarbin och familjen buksamlarbin. Den förekommer framför allt i Syd- och Mellaneuropa.

## Utseende och ekologi
Arten är ett bi med övervägande brungul päls. Flygtiden varar från april till juli; födomässigt är den starkt specialiserad, och hämtar pollen endast från korgblommiga växter. Den kan emellertid även besöka amarantväxter som saltörter för nektar. Honan bygger gärna boet tillsammans med andra honor av samma släkte i löst murbruk; de utgör på så sätt på vissa platser ett hot mot äldre, förhistoriska boplatser. Boet består av en gång som avslutas med ett antal larvceller, försedda med näring i form av nektar och pollen. Varje larvcell förseglas med en blandning av jord och saliv. Larverna utvecklas i drygt en månad, och övervintrar som passiva vilolarver.

## Utbredning
Osmia latreillei finns huvudsakligen i Spanien, Frankrike, Tyskland, Schweiz, Italien och Grekland. Fynd har även gjorts i Nordafrika och Mellanöstern.

## Underarter
Arten delas in i följande underarter:
- O. l. iberoafricana
- O. l. latreillei